# Оживљавање египатске архитектуре
Оживљавање египатске архитектуре је архитектонски стил који користи мотиве и ликове старог Египта. Почетак оживљавања почиње упознавањем јавности са староегипатским споменицима у периоду Наполеонове инвазије на Египат која је почела 1798. године. Наполеон је у походу водио и научну експедицију. Објављивање радова експедиције, под називом Опис Египта, почело је 1809. и објављивано је у серијама до 1826. године. Међутим, уметничка дела и архитектонска (као што су погребни споменици) у египатском стилу су повремено прављена и изграђивана на европском континенту и британским острвима од времена ренесансе.

## Историја

### Египатски утицај пре Наполеона
Најзначајнији пример је вероватно Бернинијев обелиск на Пјаци Навона у Риму. Утицај се види и на обелиску који је изграђен као породични надгробни споменик, од стране Сир Едварда Пирса, за породицу Ален из Стилоргана у Ирској 1717. године. Он је један од неколико египатских обелиска подигнутих у Ирској почетком 18. века. Остали се налазе у Белану, округ Килдер; и Дангану, округ Мид.
Египатски објекти су такође грађени као баштенски каприци. Најсложенији је вероватно онај који је изградио Фридрих I од Виртемберга у баштама дворца Монбелијар. Обухватао је египатски мост преко којег се долазило до купатила изграђеног под египатским утицајем. Дизајнирана од стране генерала и архитекте Жана Батиста Клебера, зграда је садржала собу за билијар и бордел.

### Пост-Наполеонова ера
Убрзо након наполеонске инвазије уследило је изненадно повећање примене египатског стила у архитектури. У Француској и Британији ово је било делимично инспирисано успешним ратним кампањама које су обе земље покретале у Египту.
Према Дејвиду Браунлију, Синагога у Карлсруеу из 1798. год., на којој је радио утицајни архитекта Фридрих Вајнбренер била је прва велика зграда изграђена у египатском стилу од старог века. Према Дијани Муир то је била прва јавна зграда (то јест, не каприц, сценски сет, или надгробни споменик) у оживљеном египатском стилу.
Улица или пролаз под именом Трг Каиро изграђен је у Паризу 1798. године, на месту некадашњег женског манастира. Зграда на броју 2 на Тргу Каиро са египатским детаљима укључујући велике Хаторове главе је дело склуптора Џ. Г. Гарајдвеса. Међу најранијим споменицима у оживљеном египатском стилу у Паризу је Фелаова фонтана, изграђена 1806. год. Њу је дизајнирао Франсоа Жан Брај. Добро документовани пример, уништен након Наполеоновог пада, био је споменик генералу Лују Дезеу изграђен 1810. године. Споменик се састојао од статуе генерала и обелиска постављених на основу изграђену у оживљеном египатском стилу.
Једна од првих британских зграда која је изграђена у оживљеном египатском стилу била је новинска кућа Courier на Стренду у Лондону. Изграђена је 1804. године са кровним венцем по египатском утицају и колонама са палмиформним капителима. У друге ране примере у Британији спадају и Египатски Хол у Лондону, завршен 1812. год., и Египатска галерија, као и приватна соба у дому колекционара Томаса Хоупа где су изложени његови египатски антиквитети..
Од других примера египатског оживљеног стила треба поменути и Египатску капију у Царском селу у Русији, изграђену 1829. године.

### Каснија оживљавања
Оживљена египатска архитектура уживала је значајну популарност и у другим земљама. Прва зграда у оживљеном египатском стилу, у Сједињеним Америчким Државама изграђена је 1824. године. Била је то синагога у Филаделфији, Пенсилванија Затим је почела серија изградње јавних зграда у египатском стилу у првој половини 19. века. Неке од њих су: Државни затвор у Филаделфији из 1835. год., Четврта полицијска станица у Њу Орлеансу из 1838. год., затвор у Њујорку из 1838. год., прва презвитеријанска црква из 1844. год. у Саг Харбору, Прва баптистичка црква у Есексу из 1846. год., Медицински колеџ у Ричмонду из 1848. год. и Царинска кућа у Њу Орлеансу. Најпознатија грађевина у египатском стилу у Сједињеним Државама је Вашингтонски споменик, обелиск започет са изградњом 1848. године.
Јужноафрички колеџ у тадашњој британској колонији Рт добре наде карактерише египатска зграда изграђена 1841. године; а зграда Хебрејске конгрегације у Кејптауну у египатском оживљеном стилу још увек постоји.
Велика синагога у Сиднеју била је прва зграда у египатском оживљеном стилу у Аустралији, затим су изграђене синагога у Хобарту, синагога у Лонсестону и зграда Хебрејске конгрегације у Аделејду, све око 1850. године. Један од првих обелиска у Аустралији изграђен је у Сиднеју 1818. године.
Археолошка истраживања која су спроведена 1922. године довела су до открића Тутанкамонове гробнице од стране археолога Хауарда Картера довела су до новог оживљавања египатске архитектуре у 20. веку. Оживљавање током 1920-их година понекад се сматра да је део арт деко уметничког стила. У овој фази је настао египатски театарски правац, углавном ограничен на Сједињене Америчке Државе.